# Зоуи Лунд
Зоуи Тамерлис Лунд (на английски: Zoë Tamerlis Lund, 9 февруари 1962 – 16 април 1999 г.), известна още като Zoë Tamerlaine, е американска музикантка, модел, актриса, продуцент, политически активист и сценарист. Тя е най-известна покрай два от филмите с режисьора Абел Ферара – Г-жа .45 („Ms .45“, 1981), в който участва, и Лошият лейтенант (1992), на който е съавтор на сценария.

## Произход
Лунд е родена на 9 февруари 1962 г., майка ѝ е Барбара Лекберг, американска скулпторка от шведски произход, а баща ѝ има румънски произход.

## Кариера
В ранна възраст Лунд има талант за композитор, но киното я привлича повече. „Мога да напиша концерт със 17 цигулки, който да е много въздействащ, но филмът работи на по-висцерално ниво, където мога да отида сред зрителите и да се уверя, че моята гледна точка се предава.“ Лунд също е пианист.

### Г-жа .45 (калибър)
Лунд дебютира в Ms .45 на Абел Ферара (1981). Тя е едва на 17 години по време на снимките на филма.
Лунд казва в интервю, че има много принос за образа на героя си: „В началните етапи на филма единственият материал, с който се започва, са неясни описания на няколко сцени. Тъй като лицето ми пред камера, без диалог за 98% от времето, аз бях много ангажирана. Що се отнася до образа във филма на супер-жена, исках да отида отвъд това, да покажа, че филмът е толкова про-женски, колкото може да бъде про-шивашки за шивачки, както и да е.“
Въпреки че не носи успех, „Г-жа .45“ впоследствие се превръща в култов филм.

### 80-те години
Нежелаейки да стане част от това, което тя нарича „конюшнята на Абел (Ферара)“, тя започва собствената си кариера.
Три години след излизането на Г-жа .45 калибър през 1981 г., Лунд получава втората си възможност да участва във филм, този път в роля, която изисква от нея да играе два различни персонажа. „Special Effects“ е написан и режисирана от Лари Коен. В него Лунд е старлетка, която е убита и заснета от режисьор, игран от Ерик Богосян, в снъф филма, който той решава да направи.
Лунд също се появява в епизод от Miami Vice, който е режисиран от Пол Михаел Глейзър и озаглавен „Блудният син“. По-късно тя се появи в „The Houseguest“ (1989) и филма на Темистокъл Лопес Изящни трупове (1989). Lund дори се появи в сериал на ABC, Hothouse.

### „Лошия лейтенант“
(да не се бърка с „Bad Lieutenant: Port of Call New Orleans“, римейк на Вернер Херцог с Никълъс Кейдж)
Въпреки че не желае да стане част от това, което тя нарича „конюшнята на Абел“, Лунд си сътрудничи отново с Ферара за „Bad Lieutenant“ (1992), който тя е написала. Лунд също се съгласява да се появи във филма, като играе жената, която носи хероина на героя на Харви Кайтел.
Според Лунд, „Имаше много пренаписване на снимачната площадка. Двама други герои бяха изрязани, а моят герой бе модулиран и пое повече и повече. Много неща трябваше да бъдат променени и импровизирани. Монолога ми от решаващо значение за филма, беше написан две минути преди да бъде снет на лента. Запаметих го и го направих наведнъж. Речта е важна, защото героинята остро е осъзнала пътуването, което прави лейтенантът.“
Лунд заяви в интервю, че „Лошия лейтенант“ е най-личният филм, в който някога играла В друго интервю тя твърди, че е написала сценария сама. Тя също така твърди, че е сърежисьор на няколко сцени в „Лошия лейтенант“.

### По-късна кариера
Като режисьор Лунд прави два късометражни филма: The Innocent Tribunal (1986) и Hot Ticket (1996). Тя пише и пилотния епизод наFBI: The Untold Stories
Лунд работи върху непродуцирани сценарии за известни наркомани като John Holmes и Gia Carangi Лунд се опитва да публикува няколко романа сред които Curfew: USA and 490: A Trilogy and Kingdom for a Horse, филмова адаптация на който са били проекти, които Ферара е смятал да снима. Други непродуцирани сценарии, които са били творби на Лунд, включват Last Night of Summer и Free Will and Testament.
Въпреки че никога не се е срещала със супермодел Гиа Каранги, тя е работила върху биографичен сценарий на живота на Каранги по време на смъртта ѝ и се появи посмъртно в документалния филм „The Self-Destruction of Gia“
Според Абел Ферара: „... един път през 90-те щяхме да се опитаме да направим историята на Пазолини, но със Зоуи като Пазолини; жена-режисьор, живял живота на Пазолини.“ Обаче смъртта ѝ доведе до 15-годишно прекъсване на проекта, докато не излезе филмът на Ферара Пазолини (2014). През 1996 г. Лунд пише и първия проект на„New Rose Hotel (1998).

## Личен живот и смърт
Лунд е живяла и работила под много имена като Ванеса Ланкастър и Тамара Тамаринд.
От 1979 до 1986 г. тя е била спътник на Едуар де Лоро. И Дейвид Скот Милтън, и Джонас Мекас твърдят, че Лаурот е съавтор на повечето от сценария на Лошия лейтенант. Лаурот също е съавтор на книгата на Лунд Curfew: USA. След смъртта на Лаурот през 1993 г. и преди Лунд през 1999 г., последният завещава ръкописа на романа на Мекас.
През 1986 г. Лунд започва да се среща със своя бъдещ съпруг, Робърт Лунд. Живеят заедно в апартамент, разположен на Десета улица и според Пол Рахман, според съобщенията, Лундс притежавал „десетки плъхове за домашни любимци“. Двамата се оженили по-късно същата година. Въпреки че никога не се развеждат, Лунд и съпругът ѝ разделени през 1997 г., когато тя се премества в Париж, където живее с „новото си гадже“ до смъртта си през 1999 г.

### Наркомания
Лунд не се извинява за хероиновата си зависимост. Тя пише подробно за хероина и го препоръчва за легална употреба в САЩ, както и за романтизма на неговите последици. – Тя обичаше хероина и беше убита от хероина – казва Ферара за хероиновата ѝ зависимост. „Зоя беше един от тези хора, които смятаха, че хероинът е най-великото нещо на света, и тя ще го взема до деня, в който умре. Тя беше пристрастена и от кокаин, от всичко, но нали знаете, хероин е еликсир на живота за нея.“
„Познавам много сериозно употребяващи наркотици“, спомня си през 2002 Richard Hell, приятел на Лунд, „но Зое беше кралица. Трябва да се възхищаваш на някого, колкото и да е отдаден колкото нея. Тя не просто обичаше хероин, тя вярваше в него.“

### Религия
Изказване на Лунд в интервю. „Никога не съм губила религията си. Винаги съм имала известно повишаване на съзнанието за религията. Вярвам, че Евангелието е крайната история. Удивителното в книгата е, че в продължение на хилядолетия Евангелието е станало толкова прецизно, че историята на Христос представя един много изискан и силно натоварен модел за търсене на истината. Можем да използваме Библията като основа за нашия собствен път към духовността и благодатта.“

### Смърт
Лунд почива в Париж на 16 април 1999 г. сърдечна недостатъчност, поради продължително ползване на кокаин, с което заменя дългосрочната употреба на хероин, след като се мести в Париж през 1997 г. Тя е на 37.

### Завещание
През 2007 г. експерименталната група Bodega System издава албум „Blood Pyx“. На корицата е изобразена Zoë, както е заснет от нейния вдовец Робърт Лунд. В началото на 2000-те години режисьора на American_Hardcore Пол Рахман направи два документални късометражни филма за живота на Лунд: Zoe XO (2004) и Zoe Rising (2009). В първия кратък текст Робърт Лунд обсъжда връзката им, докато в последната майка на Зоуи Барбара Лекберг се фокусира повече върху детството си.
Абел Ферара казва за Лунд в интервю през 2012 г.: „Зоуи беше брилянтен, креативен човек преди наркотиците, наркотиците просто я убиха.“